# J-pop
Il j-pop, abbreviazione di japanese pop, è un termine comunemente utilizzato in Occidente per indicare la musica pop giapponese.

## Caratteristiche
Il termine "j-pop" ha due tipi di letture: in Giappone i negozi di dischi solitamente dividono la musica in quattro grandi categorie:
j-pop, enka, classica e internazionale; questo vuol dire che si definisce "j-pop" tutta la produzione nazionale senza alcuna distinzione di genere dai più soft ai più duri. All'estero, invece, si è soliti distinguere ogni genere musicale giapponese con il suo corrispettivo occidentale, anticipato da una "j-": nascono così il j-rock, il j-jazz, il j-ska, eccetera.
Il j-pop abbraccia molti generi di musica pop, come l'elettronica e la dance, ma anche l'hip hop, il soft rock e il soul. Il termine viene utilizzato per distinguere la musica popolare moderna dal genere classico e tradizionale, conosciuto come enka (alcune canzoni, fra le quali quelle di Miyuki Nakajima e Anzen Chitai, rappresentano una fusione tra i due generi). Nel j-pop sono evidenti le influenze e le contaminazioni della musica occidentale, europea e nordamericana.
La musica j-pop è parte vitale e integrante della cultura popolare giapponese. Le serie televisive, gli spot commerciali, gli anime (che cambiano la propria sigla di apertura e di chiusura più volte), i videogiochi e molte altre forme di intrattenimento televisivo (e non solo) sono lo strumento principale di diffusione della musica, riuscendo così a creare un mercato secondo, nel mondo, solo a quello statunitense.

## Artisti di spicco
Tra gli artisti di maggior successo del genere spiccano Ado, Ayumi Hamasaki (soprannominata "l'imperatrice del j-pop"), Namie Amuro, il gruppo femminile di idol AKB48, le boy band SMAP e Arashi, e la cantautrice Utada Hikaru, che con oltre 10 milioni di copie vendute in tutto il mondo (7 dei quali solo in patria, record assoluto di vendite in Giappone) del suo album di debutto First Love e gli oltre 52 milioni di copie complessive di tutti i suoi album ha portato la sua fama anche in Europa e in Nord America.